# Sidney Kibrick
Sidney Kibrick, né le 2 juillet 1928 à Minneapolis, est un acteur américain.